# Galloccia

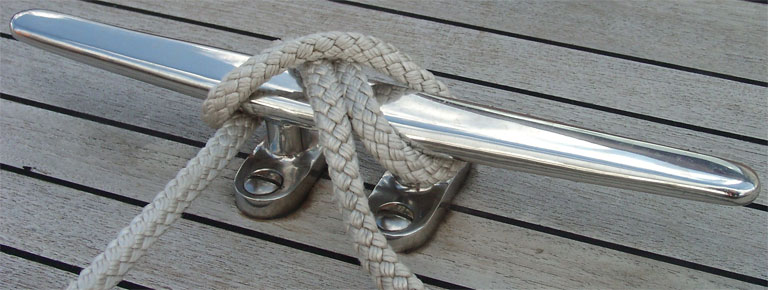
Una galloccia con una cima annodata

Nella terminologia nautica con il termine galloccia si indica uno dei vari dispositivi fissi utilizzati per fermare una cima o una corda o un cavo.
Il modello più tradizionale consiste in una superficie piatta (placca o base), che costituisce la zona di contatto con la barca da cui fuoriescono, verticalmente, uno o più corte aste, dalle quali, trasversalmente (e parallelamente alla placca di base), si dipartono due estremità appuntite o più spesso svasate (dette falchette o corna) che servono a non fare fuoriuscire il cavo.
Il cavo viene poi solitamente bloccato facendo fare sulle corna un apposito nodo di galloccia, che viene fatto in due modalità leggermente diverse a seconda se il nodo deve poter essere sciolto velocemente (tipico il caso in cui si usa per fermare le scotte e pertanto in questa versione viene a volte chiamato anche nodo di scotta, anche se questo termine può essere utilizzato ad indicare anche il nodo a bandiera, visto che quest'ultimo nodo viene utilizzato per prolungare una scotta) oppure se il nodo deve essere più resistente (tipico il caso in cui si usa per fermare le drizze e pertanto in questa versione viene a volte chiamato anche nodo di drizza).
L'unione tra la galloccia e la parte della barca viene effettuata con delle viti. Tuttavia, visto i notevoli sforzi che questa giunzione deve sopportare, la giunzione può essere rinforzata con l'utilizzo di una potente colla.
Il materiale con cui è realizzata la galloccia può essere sia metallico sia una plastica resistente.